# 救世主顕栄教会 (ヴェルィーキ・ソローチンツィ)
救世主顕栄教会（きゅうせいしゅけんえいきょうかい、ウクライナ語: Спасо-Преображенська церква）は、ウクライナ・ポルタヴァ州ムィールホロド地区ヴェルィーキ・ソローチンツィ村に位置する正教会の教会である。主イエスの変容（主の顕栄祭）を記憶する。ウクライナ・バロックの代表的な建築の一つ。国重要文化財。

## 沿革
1732年に、コサック国家の頭領ダヌィーロ・アポーストルの命と資金により、アポーストル家の廟所として、頭領の生まれ故郷ムィールホロド連隊ソローチンツィ村に建立された。建築家を務めたのは修道士ステパーン・コウニールであった。2年後、この教会ではダヌィーロ・アポーストルの遺体が葬られた。
1809年には、この教会において幼いムィコーラ・ホーホリが洗礼を受けた。
当初、教会は9つのドームを有していたが、1811年に落雷によって一部が焼失した。その後、7つのドームを持つ教会として復元された。
現在、教会はウクライナ正教会（モスクワ総主教庁系）に属している。教会内には18世紀前半の113のイコンからなる貴重な聖障が安置されている。